# La Grève (film, 1914)
Pour les articles homonymes, voir La Grève.
Pour plus de détails, voir Fiche technique et Distribution.
La Grève (Strejken) est un film suédois réalisé par Victor Sjöström, sorti en 1914.

## Fiche technique
- Titre original : Strejken
- Titre français : La Grève
- Réalisation : Victor Sjöström
- Scénario : Victor Sjöström et Adolf Österberg
- Photographie : Julius Jaenzon
- Pays de production : Suède
- Format : Noir et blanc - Film muet
- Genre : drame
- Durée : 78 minutes
- Date de sortie : 1914

## Distribution
- Victor Sjöström : Karl Bernsson et Gustav Bernsson
- Alfred Lundberg (en) : Charles Hagberg
- Lilly Jacobson : Gurli
- John Ekman : Boberg
- Ernst Eklund
- Richard Lund